# Прапор Французької Гвіани
Прапор Французької Гвіани — прапор найбільшого заморського департаменту Франції, розташований на північному сході Південної Америки. Офіційним прапором Французької Гвіани є прапор Франції. Проте, вживані також прапори для департаменту і регіону.

## Прапор департаменту
29 січня 2010 року департамент офіційно затвердив власний прапор, який мусить вживатися разом із прапором Європейського союзу і французьким триколором.
Опис: прапор діагонально розділений зліва направо, верхня частина — зелена, нижня — жовтого кольору, у центрі — червона п'ятипроменева зірка.
Зелений колір символізує ліси, жовтий — багаті ресурси ґрунту, червона зірка — «кров у серці країни».
Прапор походить від символу гаянського Союзу робітників, найбільшого об'єднання у Французькій Гвіані. Союз вважається однією з найсильніших прихильників незалежності від Франції. Вперше прапор був використаний у вересні 1967 року і незабаром став широко вживатися як неофіційний символ Французької Гвіани. Червона зірка Союзу робітників означала «соціалістичну орієнтацію країни». Проте, його значення було змінено офіційною владою.
За дизайном прапор департаменту дуже схожий на прапор бразильського штату Акко.

## Прапор регіону
Регіональна рада прийняла закон про інший прапор — із логотипом. Логотип містить жовту п'ятипроменеву зірку на синьому тлі у верхній половині, і помаранчеву фігуру людини у жовтому човні на червоних хвилях поверх зеленої нижньої половини.
Логотип регіону пояснюється на сайті регіональної ради так:
- Верхнє синє поле символізує нові технології (Куру), жовта зірка представляє майбутнє регіону;
- Зелене поле символізує місцеву фауну та флору;
- Людський силует і човен символізують місцеві культуру та історію;
- Хвилі символізують річки і зв'язок[2].

## Неофіційні прапори

Геральдичний прапор Французької Гвіани

Геральдичний прапор на основі герба Французької Гвіани, використовується як неофіційний символ регіону.

Самостійницький прапор Французької Гвіани

Інтернет часто вказує як прапор руху за незалежність Французької Гвіани відмінний від офіційного прапора. У ньому зелені і жовті поля змінені місцями. Проте, Фронт визволення Гвіани ділить прапор свого руху перпендикулярно.